# Kammerjunker (småkage)
 For alternative betydninger, se kammerjunker. (Se også artikler, som begynder med kammerjunker)
En kammerjunker er en lille sød tvebak, som typisk spises med koldskål om sommeren. Begge dele er danske specialiteter.
Kammerjunkere laves af en dej af mel, fedtstof (bagemargarine eller smør), æg, sukker, husholdningssalt og bagepulver. Af dejen formes ruller, der forbages, skæres i skiver og bages.
Kammerjunkere har deres navn efter den adelige titel "kammerjunker". Selve titlen er ikke helt så velanset som "kammerherre", og på samme måde ansås småkagen kammerjunker ikke som værende en rigtig småkage, deraf navnet.